# Bittner Ödön
Bittner Ödön/Ede/Eduárd (Makó, 1852. július 15. – Salzburg, 1934. december 17.) történész volt Zell am See-ben.

## Életpályája
A jogot és a kereskedelmi főiskolát Bécsben végezte el. Miután 1888-tól többször járt Zell am See-ben, 1904-ben megvásárolta a régi Jagerbichlerhaus-t, és ott telepedett le. Az épületet korabeli lakóházzá alakította át. 1899-ben a bécsi kereskedelmi akadémia tanára lett. 1920-ban a Salzburger Gebirgszeitung című helyi folyóiratban megjelentette a Zell am Seer Erinnerungen című lapot. A Schmittenhöhebahn 1927-es megépítése is az ő nevéhez fűződik. Ő volt a Schmittenhöhebahn AG egyik engedélyeztetője. 1932-ben, 80. születésnapján már évek óta a salzburgi Schwarz straße 19-ben lakott.

## Családja
1881. szeptember 3-án Bécsben házasságot kötött Gariele Guttmann-nal (1863–1906). 1907-től második házasságában élt Maria Schramm-mal (?–1936). Az első házasságából született fia, Dr. Eduard Bittner junior (1887–1944) ügyvéd, aki utána a Zell am See-i Jagerbichlerhaus-ban lakott. Lánya, Gabriela „Elli” Bittner (1891–1988) 1912-től Hans Vavrovsky mérnök (1877–1949) felesége volt.
Salzburgban halt meg, és a Zell am See-i temetőben temették el.

## Művei
- Treuherz. (Hazafias költemények) (Bécs, 1871)
- D. Einfluss d. Kapitals auf Gesittung u. Wohlfahrt (Bécs, 1878)
- Leitfaden d. Handelslehre. F. Handelsschulen (Prága, 1883)
- D. an d. Wiener Börse kotierten Effekten (Bécs, 1893)
- D. polit. Parteien u. d. Ende d. Koalition (Bécs, 1895)
- Status d. Professoren u. Lehrer an österr. Handelsschulen (Bécs, 1905)

## Emlékezete
A Zell am See-i Eduard-Bittner-Straße-t róla nevezték el.